# Jerzy Schlag
Jerzy Schlag (pol. Jerzy Szlag Bićki) (j. niemiecki: Georg Schlag) (ur. 19 marca 1692 w Komorowie, zm. 11 grudnia 1764 we Wrocławiu) – pastor luterański, wydawca, tłumacz. Działacz na rzecz języka i kultury polskiej na Dolnym Śląsku w XVIII wieku.

## Życiorys
Urodził się w chłopskiej rodzinie w Komorowie pod Trzebnicą. Nauki początkowe pobierał w polskojęzycznych szkołach na Śląsku. W latach 1716–1718 studiował w Jenie. W 1727 r. powrócił na Śląsk, gdzie został kierownikiem i nauczycielem Miejskiej Szkoły Polskiej we Wrocławiu. Od 1752 roku był polskim kaznodzieją w kościele Św. Krzysztofa. Zabiegał o nauczanie języka polskiego w wiejskich podwrocławskich szkołach polskich oraz o utrzymanie polszczyzny w obrzędach kościelnych na Śląsku.

## Działalność wydawnicza
Współpracował z wrocławskim drukarzem Johannem Kornem, doradzając mu w zakresie druku polskich publikacji, głównie podręczników i książek szkolnych. Był autorem „Samouczka” polszczyzny dla Niemców z 1734 r. i wielu książek dla polskich szkół i parafii. Pisał podręczniki do nauki języka polskiego:
- Neue grundliche und vollstandige polnische sprachlehre 1734 – gramatyka języka polskiego,
- Neun und fünfzig polnisch-deutsche Handlungsgespräche 1736 – przerobiony przez Schlaga zbiór rozmówek Jana Ernestiego.
- Korespondencja polsko-niemiecka 1741,

Schlag zajmował się także przekładem pieśni (m.in. Angelusa Silesiusa) oraz pisał pieśni własnego autorstwa w języku polskim. Opracował wydanie „Doskonałego kancjonału polskiego” pt. „Kancjonał odnowiony”, którego pierwsze wydanie opublikował w Brzegu w 1756. Kancjonał ten do 1773 roku miał na Śląsku 7 wydań.